# Capitão Guimarães
Aílton Guimarães Jorge, mais conhecido como Capitão Guimarães (Rio de Janeiro, 24 de novembro de 1941), é um bicheiro e ex-militar brasileiro. 

## Biografia

### Carreira militar
Guimarães é filho de um guarda civil, com quem acompanhava as rondas pela Zona Norte do Rio de Janeiro durante sua infância. Seguiu carreira militar, formando-se na Academia Militar das Agulhas Negras em 1962. Durante sua formação, foi descrito como um aluno aplicado, mas com comportamento indisciplinado, e ficou em 15º lugar em sua turma.
Sua trajetória na carreira militar esteve ligada à repressão aos opositores do regime militar brasileiro. Após sua formação, ingressou na Polícia do Exército, onde serviu na Vila Militar como primeiro-tenente Foi promovido a capitão em 1968 e, no mesmo ano, passou a atuar em operações de rua e, posteriormente, em interrogatórios no DOI-I até 1974. Conhecido nos porões da tortura pelo codinome “Doutor Roberto”, destacava-se pela abordagem direta em seus interrogatórios, optando por não usar máscara. O Grupo Tortura Nunca Mais lista onze vítimas que teriam sido torturadas sob sua supervisão.
Em 1968, participou da prisão de figuras proeminentes da oposição, como Vladimir Palmeira, Paulo Francis e Ferreira Gullar, logo após a promulgação do Ato Institucional Número 5. Em 1969, foi ferido durante um confronto armado com um militante da Vanguarda Popular Revolucionária, tornando-se o primeiro oficial do Exército a ser ferido no combate à resistência armada. Recebeu a Medalha do Pacificador e foi elogiado por seu comandante.
Na primeira metade da década de 1970, o capitão Guimarães passou a atuar no roubo de contrabando no Rio de Janeiro, especialmente de bebidas e mercadorias de contrabandistas, com o apoio de outros membros da Polícia do Exército. Em maio de 1971, participou de um assalto a uma casa na estrada do Mendanha, onde roubou mercadorias de uma quadrilha de ex-policiais militares. Após o roubo, Guimarães passou a realizar serviços de escolta para os contrabandistas. Um ano depois, ele e seus comparsas realizaram outro roubo, o que gerou uma nova reação dos contrabandistas e levou à denúncia do caso ao comando do I Exército.
Em 1972, Guimarães e um sargento foram chamados para escoltar caminhões carregados com roupas e cosméticos, e em 1973 participaram de outra escolta, desta vez de um carregamento de uísque e cigarros. Nessas operações, trabalharam em conjunto com o comissário Euclides Nascimento, o Garotinho, antigo membro da Scuderie Detetive Le Cocq. Durante uma operação em São Cristóvão, foram parados por policiais militares, mas Guimarães solicitou reforços do Exército e conseguiu retomar a carga, sem registros oficiais do incidente.
Em fevereiro de 1974, após investigações da Polícia Federal e o Serviço Nacional de Informações, foi iniciado um Inquérito Policial Militar, resultando na prisão de vários membros da quadrilha, incluindo Guimarães. Apesar do Superior Tribunal Militar ter absolvido posteriormente todos os acusados, porque as provas teriam sido obtidas sob tortura, a carreira militar do capitão Guimarães já estava comprometida. Reintegrado ao Exército, ele recebeu os salários atrasados e partiu para a reserva em março de 1981, já imerso no mundo do jogo do bicho.

### Envolvimento com o jogo do bicho
Após seu afastamento do Exército, Aílton Guimarães Jorge transitou para o mundo da contravenção, inicialmente com a entrada no jogo do bicho. Sua entrada nesse universo foi facilitada por sua amizade com o ex-policial Euclides Nascimento, que introduziu Guimarães ao mundo da contravenção, fazendo com que ele se aproximasse do bicheiro veterano Ângelo Maria Longa, o Tio Patinhas, que, por sua vez, o acolheu em seu círculo de negócios. Guimarães começou a operar como gerente de Tio Patinhas inicialmente em Niterói, onde dividia pontos com o bicheiro Agostinho Lopes da Silva, o Guta, que também detinha bancas em São Gonçalo, Itaboraí e Saquarema. Guta acabou desaparecendo misteriosamente em julho de 1979. Guimarães chegou a ser investigado pelo sequestro e desaparecimento do bicheiro, mas o inquérito policial não encontrou culpados.
Com a saída de cena de Guto, Tio Patinhas resolveu tomar os pontos do bicheiro desaparecido como forma de garantia de um empréstimo que havia feito a ele, e os colocou sob o controle de Guimarães. Posteriormente, o capitão comprou a parte de Tio Patinhas nos pontos de bicho de Guto, o que lhe conferiu um controle ainda maior sobre os territórios de jogo na região. Ao assumir o pontos, Guimarães pediu aos policiais uma trégua de três anos, o que lhe permitiu consolidar seu poder no jogo do bicho sem enfrentar represálias. Seus domínios foram expandidos, alcançando o norte fluminense e, mais tarde, Espírito Santo e Bahia, ampliando significativamente seu território.
Com o conhecimento adquirido no Exército, Guimarães ajudou a cúpula do jogo do bicho a organizar as extrações e a dividir territorialmente o Grande Rio. Ele foi responsável por estruturar o jogo de maneira mais profissional e organizada, implementando sistemas de controle eficientes, que incluíam a informatização das operações e a adaptação de modelos empresariais. Suas ações não apenas trouxeram maior estabilidade financeira ao jogo, mas também reduziram os conflitos violentos que, até então, eram comuns no meio. Essa organização mais racional do jogo também teve impacto no controle territorial, com Guimarães estabelecendo zonas bem definidas para os diferentes bicheiros operarem, evitando disputas diretas.
Sua atuação também se estendeu ao mundo do carnaval carioca. No início da década de 1980, ele se aproximou da Vila Isabel, tornando-se seu presidente entre 1983 e 1987. No início, Guimarães dividia espaço com o bicheiro Waldemiro Garcia, o Miro, que acabou saindo da escola e foi se tornar patrono do Salgueiro, deixando a Vila Isabel ficou nas mãos do ex-militar do DOI. Guimarães também foi um dos fundadores da Liga Independente das Escolas de Samba, tornando-se o nome forte da entidade. Presidiu a Liesa duas vezes (de 1987 a 1993 e de 2001 a 2007). Durante sua presidência, Guimarães foi fundamental para a modernização da organização do desfile de carnaval, estabelecendo regras mais claras para as apurações e resolvendo os conflitos entre as escolas de samba.
Guimarães esteve envolvido em diversos processos criminais que atingiram diretamente suas atividades ilícitas no jogo do bicho e outras áreas da contravenção. Em 1993, Guimarães foi processado pela juíza Denise Frossard, uma das figuras mais renomadas da Justiça carioca no combate ao crime organizado. O bicheiro foi condenado por formação de quadrilha e bando armado, acusações que refletiam sua liderança em grupos de contravenção e a estrutura organizada por trás de suas operações no jogo do bicho. Contudo, apesar da condenação, o impacto na sua liberdade foi limitado, pois as manobras jurídicas permitiram que ele continuasse livre.
Em 2007, Guimarães foi novamente alvo de um processo, desta vez pela juíza Ana Paula Vieira de Carvalho, que o condenou por corrupção de agente público no âmbito da "Operação Furacão". Esta operação, conduzida pela Polícia Federal, visava desmantelar esquemas de corrupção envolvendo bicheiros e autoridades. A condenação de Guimarães, no entanto, não foi suficiente para mantê-lo preso. O uso de recursos legais e a interposição de recursos evitaram que a sentença transitar em julgado e a execução das penas fosse efetiva, permitindo que o Capitão Guimarães continuasse a circular livremente, até mesmo participando de eventos como a Passarela do Samba, onde manteve sua influência no carnaval carioca.
Em dezembro de 2022, Guimarães foi preso por suspeita de homicídio do pastor Fábio de Aguiar Sardinha, em um posto de gasolina em São Gonçalo, em julho de 2020.